# Claudia Tonn
Claudia Tonn (* 18. April 1981 in Viernheim, Hessen) ist eine ehemalige deutsche Siebenkämpferin.
Die gelernte Physiotherapeutin startete bis Ende 2008 für den LC Paderborn und danach für die LAV Hamburg-Nord. Nach der Saison 2009 beendete Claudia Tonn ihre sportliche Karriere. Sie studierte an der FH Bielefeld.
Nach dem zwölften Platz in Athen 2004 stand Tonn im Aufgebot für die im August 2006 stattfindenden Europameisterschaften in Göteborg. Claudia Tonn wollte ursprünglich im Siebenkampf und im Weitsprung starten. Nach einer Fußverletzung, die sie sich bei den Deutschen Meisterschaften in Ulm zuzog, sagte sie ihre Teilnahme am 1. August für den Siebenkampf ab und meldete nur die Teilnahme am Weitsprung an. Am 11. August verzichtete sie jedoch auch auf den Start beim Weitsprung. Im Frühjahr 2007 verpasste sie knapp gegen die starke Konkurrenz die Teilnahme bei den Leichtathletik-Weltmeisterschaften 2007 in Osaka.
Claudia Tonn wurde von Uwe Florczak trainiert.

## Vereine/Stationen
- bis 2000 LG Lippe-Süd in Blomberg
- 2001 bis 2008 LC Paderborn
- 2009 LAV Hamburg-Nord

## Erfolge

### 2006
- 3. Platz beim internationalen Mehrkampfmeeting in Ratingen
- 9. Platz beim Internationalen Mehrkampfmeeting in Götzis
- Deutsche Hallenmeisterin im Weitsprung

### 2005
- Deutsche Vizemeisterin im Siebenkampf
- 3. Platz beim internationalen RUHRGAS Mehrkampfmeeting in Ratingen
- 2. Platz bei den Deutschen Hallen-Mehrkampfmeisterschaften

### 2004
- 12. Platz bei den Olympischen Spielen in Athen
- 4. Platz beim RUHRGAS Mehrkampfmeeting in Ratingen
- 14. Platz beim internationalen Mehrkampfmeeting in Götzis
- 4. Platz bei den Deutschen Hallenmeisterschaften im Weitsprung
- 2. Platz bei den Deutschen Hallen-Mehrkampfmeisterschaften

### 2003
- 1. Platz bei den Deutschen Mehrkampfmeisterschaften (Juniorinnen)
- 4. Platz bei den U23-Europameisterschaften in Polen
- 3. Platz bei den Deutschen Hallen-Mehrkampfmeisterschaften

### 2002
- 2. Platz beim Länderkampf in der Einzelwertung
- 3. Platz bei den Deutschen Mehrkampfmeisterschaften (Juniorinnen)

### 2001
- 5. Platz bei den Deutschen Mehrkampfmeisterschaften (Juniorinnen)

### 2000
- 5. Platz bei den Deutschen Jugendmehrkampf-Meisterschaften

## Persönliche Bestleistung
- Siebenkampf 6373 Punkte (2006, Ratingen)
- Siebenkampf (Halle) 4423 Punkte
- Weitsprung 6,75 m (2006, Ratingen)